# IGeL-Monitor
Der IGeL-Monitor ist ein 2012 online gegangenes Gesundheitsportal, das zur Information von Patienten Individuelle Gesundheitsleistungen (IGeL) nach wissenschaftlichen Standards bewertet. Berücksichtigt werden dabei nur Leistungen, die von niedergelassenen Ärzten in ihren Praxen erbracht werden. Initiator und Auftraggeber ist der Medizinische Dienst Bund.

## Organisation
Der IGeL-Monitor ist ein Projekt des Medizinischen Dienstes Bund (bis 2022: Medizinischer Dienst des Spitzenverbandes Bund der Krankenkassen (MDS)). Inhaltlich unterstützt wird das Projekt durch externe Wissenschaftler. Das Projekt IGeL-Monitor ist dem Bereich Evidenzbasierte Medizin des Medizinischen Dienstes Bund zugeordnet.

## Aufgaben
Aufgabe des IGeL-Monitors ist das Bereitstellen von Gesundheitsinformationen über IGeL, damit Versicherte in der ärztlichen Praxis eine informierte Entscheidung treffen können. Der IGeL-Monitor hat (Stand Februar 2025) 56 Leistungen bewertet. Die Bewertungen:
- positiv: 0
- tendenziell positiv: 2
- unklar: 22
- tendenziell negativ: 25[1]
- negativ: 4
- Bewertungen ohne Fazit: 3

- Sechs weitere IGeL wurden nicht bewertet, sondern nur besprochen (z. B. Reise-Impfungen, Atteste oder Sportchecks).

Zudem hat der IGeL-Monitor den Umgang mit IGeL und die Häufigkeit von angebotenen und nachgefragten IGeL in Umfragen untersucht. Die beiden am häufigsten genannten IGeL (Augeninnendruckmessung zur Glaukom-Früherkennung und Ultraschall der Eierstöcke zur Krebsfrüherkennung) werden von den ärztlichen Fachgesellschaften nicht empfohlen und durch den IGeL-Monitor mit „tendenziell negativ“ und „negativ“ bewertet.
Der IGeL-Monitor ist außerdem Mitherausgeber des Leitfadens Gute Praxis Gesundheitsinformation.

## Arbeitsweise
Der IGeL-Monitor bewertet möglichst relevante, häufig in Anspruch genommene IGeL. Die Bewertungen folgen dem wissenschaftlichen Standard der Evidenzbasierten Medizin (EbM). Nach einer systematischen Recherche in medizinischen Datenbanken und Studienauswertung werden Nutzen und Risiken einer IGeL-Leistung dargestellt und gegeneinander abgewogen.

## Kritik
Kritik kommt von Vertretern der Ärzteschaft. Der Präsident der Bundesärztekammer, Frank Ulrich Montgomery, sagte 2015: „Problematisch sind vor allem die offenbar rein politisch motivierte Auswahl der bewerteten IGeL und die nicht kommunizierten Kriterien, nach denen IGeL zur Bewertung ausgewählt werden.“ Christian Albring, Vorstand im Spitzenverband der Fachärzte Deutschlands e. V. (Spifa), sprach 2017 von „Ärztebashing“. 2018 kritisierte er, dass die Krankenkassen mit dem IGeL-Monitor ein Instrument des Medizinischen Dienstes geschaffen hätten, das diese modernen „Individuellen Gesundheits-Leistungen“ in der Öffentlichkeit vielfach in Misskredit bringe. Auch Facharztverbände reagieren mitunter kritisch auf einzelne Bewertungen. Überregionale Medien greifen Pro und Contra immer wieder auf.